# Bộ trưởng Chiến tranh Hoa Kỳ

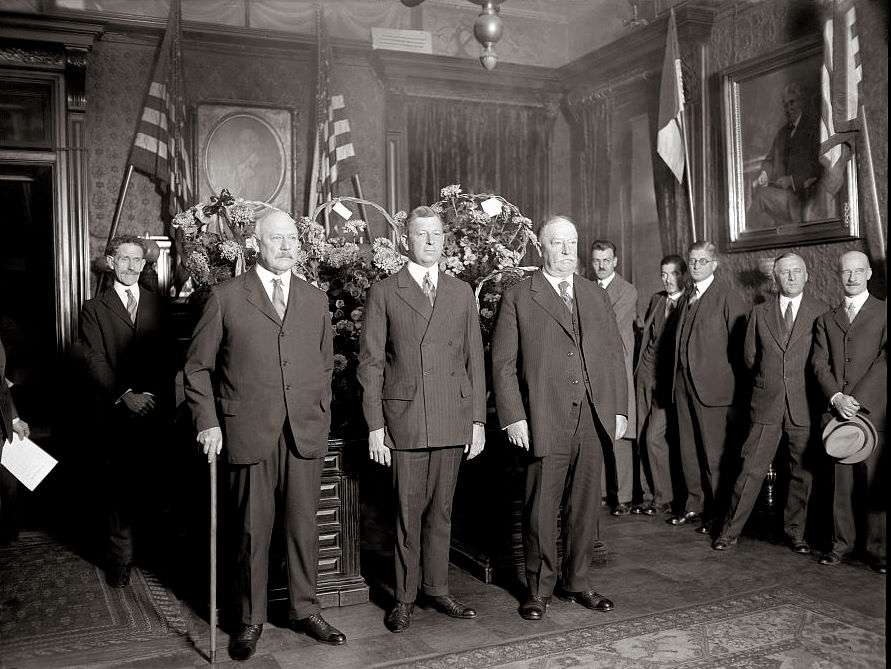
Dwight F. Davis tuyên thệ nhận chức Bộ trưởng Chiến tranh năm 1925. Cựu Bộ trưởng Chiến tranh John W. Weeks và Thẩm phán trưởng Hoa Kỳ William Howard Taft đứng bên cạnh ông.

Cờ của Bộ trưởng Chiến tranh Hoa Kỳ

Bộ trưởng Chiến tranh Hoa Kỳ (United States Secretary of War) từng là một thành viên nội các của Tổng thống Hoa Kỳ, bắt đầu từ thời Tổng thống George Washington. Có một chức vụ tương tự trong tiếng Anh là "Secretary at War" hay "Secretary of War" đã từng được bổ nhiệm để phục vụ Quốc hội Hợp bang theo các điều khoản Hợp bang giữa năm 1781 và năm 1789.  Benjamin Lincoln và sau đó là Henry Knox đã giữ chức vụ này. Khi Washington tuyên thệ nhậm chức tổng thống đầu tiên dưới Hiến pháp Hoa Kỳ, ông đã bổ nhiệm Knox tiếp tục phục vụ trong chức vụ này.
Bộ trưởng Chiến tranh lãnh đạo Bộ Chiến tranh. Lúc đầu, chức vụ này đảm trách hết tất cả các vấn đề quân sự. Năm 1798, khi Bộ trưởng Hải quân Hoa Kỳ được đưa thêm vào Nội các Hoa Kỳ thì phạm vi của chức vụ Bộ trưởng Chiến tranh Hoa Kỳ được giảm bớt và trách nhiệm chỉ còn với Lục quân Hoa Kỳ. Năm 1947, các bộ nội các đặt trách các quân chủng được kết hợp lại dưới quyền của Bộ trưởng Quốc phòng Hoa Kỳ. Bộ trưởng Chiến tranh bị thay thế bởi Bộ trưởng Lục quân Hoa Kỳ và Bộ trưởng Không quân Hoa Kỳ.
Hiện nay Bộ trưởng Lục quân Hoa Kỳ, Bộ trưởng Không quân Hoa Kỳ và Bộ trưởng Hải quân Hoa Kỳ là các bộ trưởng không phải thành viên của Nội các Hoa Kỳ và họ dưới quyền của Bộ trưởng Quốc phòng Hoa Kỳ.

## Danh sách các Bộ trưởng Chiến tranh Hoa Kỳ
| Thứ tự | Hình        | Tên                            | Quê nhà       | Nhậm chức            | Rời chức             | Phục vụ dưới thời Tổng thống         |
| ------ | ----------- | ------------------------------ | ------------- | -------------------- | -------------------- | ------------------------------------ |
| 1      |             | Henry Knox                     | Massachusetts | 12 tháng 9 năm 1789  | 31 tháng 12 năm 1794 | George Washington                    |
| 2      |             | Timothy Pickering              | Pennsylvania  | 2 tháng 1 năm 1795   | 10 tháng 12 năm 1795 | George Washington                    |
| 3      |             | James McHenry                  | Maryland      | 27 tháng 1 năm 1796  | 1 tháng 6 năm 1800   | George Washington, John Adams        |
| 4      |             | Samuel Dexter                  | Massachusetts | 1 tháng 6 năm 1800   | 31 tháng 1 năm 1801  | John Adams                           |
| 5      |             | Henry Dearborn                 | Massachusetts | 5 tháng 3 năm 1801   | 4 tháng 3 năm 1809   | Thomas Jefferson                     |
| 6      |             | William Eustis                 | Massachusetts | 7 tháng 3 năm 1809   | 13 tháng 1 năm 1813  | James Madison                        |
| 7      |             | John Armstrong, Jr.            | New York      | 13 tháng 1 năm 1813  | 27 tháng 9 năm 1814  | James Madison                        |
| 8      |             | James Monroe                   | Virginia      | 27 tháng 9 năm 1814  | 2 tháng 3 năm 1815   | James Madison                        |
| 9      |             | William Harris Crawford        | Georgia       | 1 tháng 8 năm 1815   | 22 tháng 10 năm 1816 | James Madison                        |
| 10     |             | John C. Calhoun                | Nam Carolina  | 8 tháng 10 năm 1817  | 4 tháng 3 năm 1825   | James Monroe                         |
| 11     |             | James Barbour                  | Virginia      | 7 tháng 3 năm 1825   | 23 tháng 5 năm 1828  | John Quincy Adams                    |
| 12     |             | Peter Buell Porter             | New York      | 23 tháng 5 năm 1828  | 4 tháng 3 năm 1829   | John Quincy Adams                    |
| 13     |             | John Henry Eaton               | Tennessee     | 9 tháng 3 năm 1829   | 18 tháng 6 năm 1831  | Andrew Jackson                       |
| 14     |             | Lewis Cass                     | Michigan      | 1 tháng 8 năm 1831   | 5 tháng 10 năm 1836  | Andrew Jackson                       |
| 15     |             | Joel Roberts Poinsett          | Nam Carolina  | 7 tháng 3 năm 1837   | 4 tháng 3 năm 1841   | Martin Van Buren                     |
| 16     |             | John Bell                      | Tennessee     | 5 tháng 3 năm 1841   | 13 tháng 9 năm 1841  | William Harrison, John Tyler         |
| 17     |             | John Canfield Spencer          | New York      | 12 tháng 10 năm 1841 | 4 tháng 3 năm 1843   | John Tyler                           |
| 18     |             | James Madison Porter           | Pennsylvania  | 8 tháng 3 năm 1843   | 14 tháng 2 năm 1844  | John Tyler                           |
| 19     |             | William Wilkins                | Pennsylvania  | 15 tháng 2 năm 1844  | 4 tháng 3 năm 1845   | John Tyler                           |
| 20     |             | William Learned Marcy          | New York      | 6 tháng 3 năm 1845   | 4 tháng 3 năm 1849   | James Polk                           |
| 21     |             | George Walker Crawford         | Georgia       | 8 tháng 3 năm 1849   | 22 tháng 7 năm 1850  | Zachary Taylor, Millard Fillmore     |
| 22     |             | Charles Magill Conrad          | Louisiana     | 15 tháng 8 năm 1850  | 4 tháng 3 năm 1853   | Millard Fillmore                     |
| 23     |             | Jefferson Davis                | Mississippi   | 7 tháng 3 năm 1853   | 4 tháng 3 năm 1857   | Franklin Pierce                      |
| 24     |             | John Buchanan Floyd            | Virginia      | 6 tháng 3 năm 1857   | 29 tháng 12 năm 1860 | James Buchanan                       |
| 25     |             | Joseph Holt                    | Kentucky      | 18 tháng 1 năm 1861  | 4 tháng 3 năm 1861   | James Buchanan                       |
| 26     |             | Simon Cameron                  | Pennsylvania  | 5 tháng 3 năm 1861   | 14 tháng 1 năm 1862  | Abraham Lincoln                      |
| 27     |             | Edwin McMasters Stanton        | Ohio          | 20 tháng 1 năm 1862  | 28 tháng 5 năm 1868  | Abraham Lincoln, Andrew Johnson      |
| 28     |             | John McAllister Schofield      | Missouri      | 1 tháng 6 năm 1868   | 13 tháng 3 năm 1869  | Andrew Johnson                       |
| 29     |             | John Aaron Rawlins             | Illinois      | 13 tháng 3 năm 1869  | 6 tháng 9 năm 1869   | Ulysses Grant                        |
| 30     |             | William Worth Belknap          | Iowa          | 25 tháng 10 năm 1869 | 2 tháng 3 năm 1876   | Ulysses Grant                        |
| 31     |             | Alphonso Taft                  | Ohio          | 8 tháng 3 năm 1876   | 22 tháng 5 năm 1876  | Ulysses Grant                        |
| 32     |             | James Donald Cameron           | Pennsylvania  | 22 tháng 5 năm 1876  | 4 tháng 3 năm 1877   | Ulysses Grant                        |
| 33     |             | George Washington McCrary      | Iowa          | 12 tháng 3 năm 1877  | 10 tháng 12 năm 1879 | Rutherford Hayes                     |
| 34     |             | Alexander Ramsey               | Minnesota     | 10 tháng 12 năm 1879 | 4 tháng 3 năm 1881   | Rutherford Hayes                     |
| 35     |             | Robert Todd Lincoln            | Illinois      | 5 tháng 3 năm 1881   | 4 tháng 3 năm 1885   | James Garfield, Chester Arthur       |
| 36     |             | William Crowninshield Endicott | Massachusetts | 5 tháng 3 năm 1885   | 4 tháng 3 năm 1889   | Grover Cleveland                     |
| 37     |             | Redfield Proctor               | Vermont       | 5 tháng 3 năm 1889   | 5 tháng 11 năm 1891  | Benjamin Harrison                    |
| 38     |             | Stephen Benton Elkins          | Tây Virginia  | 17 tháng 12 năm 1891 | 4 tháng 3 năm 1893   | Benjamin Harrison                    |
| 39     |             | Daniel Scott Lamont            | New York      | 5 tháng 3 năm 1893   | 4 tháng 3 năm 1897   | Grover Cleveland                     |
| 40     |             | Russell Alexander Alger        | Michigan      | 5 tháng 3 năm 1897   | 1 tháng 8 năm 1899   | William McKinley                     |
| 41     |             | Elihu Root                     | New York      | 1 tháng 8 năm 1899   | 31 tháng 1 năm 1904  | William McKinley, Theodore Roosevelt |
| 42     |             | William Taft                   | Ohio          | 1 tháng 2 năm 1904   | 30 tháng 6 năm 1908  | Theodore Roosevelt                   |
| 43     |             | Luke Edward Wright             | Tennessee     | 1 tháng 7 năm 1908   | 4 tháng 3 năm 1909   | Theodore Roosevelt                   |
| 44     |             | Jacob McGavock Dickinson       | Illinois      | 12 tháng 3 năm 1909  | 21 tháng 5 năm 1911  | William Taft                         |
| 45     |             | Henry Lewis Stimson            | New York      | 22 tháng 5 năm 1911  | 4 tháng 3 năm 1913   | William Taft                         |
| 46     |             | Lindley Miller Garrison        | New Jersey    | 5 tháng 3 năm 1913   | 10 tháng 2 năm 1916  | Woodrow Wilson                       |
| 47     |             | Newton Diehl Baker             | Ohio          | 9 tháng 3 năm 1916   | 4 tháng 3 năm 1921   | Woodrow Wilson                       |
| 48     |             | John Wingate Weeks             | Massachusetts | 5 tháng 3 năm 1921   | 13 tháng 10 năm 1925 | Warren Harding, Calvin Coolidge      |
| 49     |             | Dwight Filley Davis            | Missouri      | 14 tháng 10 năm 1925 | 4 tháng 3 năm 1929   | Calvin Coolidge                      |
| 50     |             | James William Good             | Iowa          | 6 tháng 3 năm 1929   | 18 tháng 11 năm 1929 | Herbert Hoover                       |
| 51     |             | Patrick Jay Hurley             | Oklahoma      | 9 tháng 12 năm 1929  | 4 tháng 3 năm 1933   | Herbert Hoover                       |
| 52     |             | George Henry Dern              | Utah          | 4 tháng 3 năm 1933   | 27 tháng 8 năm 1936  | Franklin Roosevelt                   |
| 53     |             | Harry Hines Woodring           | Kansas        | 25 tháng 9 năm 1936  | 20 tháng 6 năm 1940  | Franklin Roosevelt                   |
| 54     |             | Henry Lewis Stimson            | New York      | 10 tháng 7 năm 1940  | 21 tháng 9 năm 1945  | Franklin Roosevelt, Harry Truman     |
| 55     | không khung | Robert Porter Patterson        | New York      | 27 tháng 9 năm 1945  | 18 tháng 7 năm 1947  | Harry Truman                         |
| 56     |             | Kenneth Claiborne Royall       | Bắc Carolina  | 19 tháng 7 năm 1947  | 18 tháng 9 năm 1947  | Harry Truman                         |